# Avro Canada CF-100
Die Avro Canada CF-100 „Canuck“ war ein zweistrahliges Jagdflugzeug des kanadischen Herstellers Avro Canada. Der Erstflug des allwettertauglichen Abfangjägers fand am 19. Januar 1950 statt. Nach einer anschließenden Ausarbeitungsphase von weiteren zwei Jahren wurde der Typ im Jahre 1952 von der Kanadischen Luftwaffe (RCAF) in Dienst gestellt. Von den insgesamt 692 in unterschiedlichen Varianten produzierten CF-100 Canuck wurden auch 53 an die Belgischen Luftstreitkräfte ausgeliefert. Sie war das einzige Jagdflugzeug kanadischer Herkunft, welches in die Serienproduktion ging.

## Entwicklung
Die RCAF war 1946 auf der Suche nach einem modernen Abfangjagdflugzeug mit großer Reichweite und Allwetterfähigkeit. In der AIR Spec 7-1 wurden als Anforderungen 2.400 km Reichweite, M 0,85 Geschwindigkeit und 15.200 m Gipfelhöhe festgelegt. Daraufhin wurde die Konstruktion wurde von Edgar Atkin und John Frost unter der Bezeichnung XC-100 ausgeführt. Am 31. Oktober 1946 erfolgte der Auftrag zum Bau von zwei Prototypen. Der Erste mit der Werknummer 18101 wurde von Januar 1948 bis zum Jahresende 1949 produziert. Da sich die geplanten einheimischen Orenda-Antriebe noch in der Entwicklung befanden, erhielt er zwei Triebwerke Rolls-Royce Avon RA 3. Den Erstflug absolvierte Glosters Cheftestpilot Bill Waterton am 19. Januar 1950 vom Flughafen Malton aus. Probleme mit den zu schwach ausgeführten Flächenholmen verzögerten das Programm; dennoch wurde im Mai 1949 ein Auftrag über zehn Vorserienexemplare Mk 2 mit Orenda-Antrieben erteilt. Der zweite Prototyp mit der Werknummer 18102 erhielt Kraftstoffbehälter an den Flügelenden und wurde im Juli des Jahres vollendet. Im Oktober erfolgte die Übergabe zwecks Erprobung an das Central Experimental and Proving Establishment in Rockcliffe (heute Ottawa). Davor war im September 1950 ein weiterer Auftrag über ein erstes, 112 Flugzeuge Mk 3 umfassendes Serienlos erteilt worden. Nach dem Absturz der Werknummer 18102 am 5. April 1951, vermutlich ausgelöst durch Bewusstlosigkeit der Besatzung infolge Sauerstoffmangels in großer Höhe, wurde die Bestellung auf 70 Mk 3 reduziert. Die übrigen wurden in der Variante Mk 4 mit längerer Kabinenhaube und verlängertem Bug ausgeliefert, die am 11. Oktober 1952 zum ersten Mal flog und sich als die erste für die Serienproduktion geeignete CF-100 erwies. Als letzte Ausführung erschien 1954 die in 332 Exemplaren produzierte Mk 5 mit auf 18,54 m vergrößerte Spannweite und vergrößertem Höhenleitwerk. Eine Version Mk 6 mit Sparrow-Luft-Luft-Raketen wurde ebenso wenig realisiert wie die mit Pfeilflügeln ausgerüstete CF-103. Insgesamt wurden 692 Canuck produziert.

## Konstruktion
Die Canuck war ein Tiefdecker mit einziehbarem Bugradfahrwerk und zwei Mann Besatzung. Die Tragflächen waren ohne Pfeilung. Ein Strahltriebwerk war jeweils rechts und links dicht neben dem Rumpf angeordnet und auf der Tragfläche aufgesetzt.
Die CF-100 „Canuck“ glich weniger einem klassischen Jagdflugzeug mit einer geringen, denn einem Abfangjäger mit einer großen Reichweite. Dies war dadurch bedingt, dass es in den weiten, klimabedingt fast unbewohnten Gebieten Kanadas nur wenige und weit voneinander entfernt liegende Militärflugplätze gab. Eine große Reichweite war daher unabdingbar. Aufgrund des in der Nase des Flugzeuges eingebauten Radars war sie zudem der erste allwettertaugliche und zeitweise auch der einzige Jäger der NATO, welcher ohne Sicht oder bei schlechtem Wetter fliegen konnte.
Ab 1958 wurde die CF-100 „Canuck“ von der North American Air Defense Command (NORAD) eingesetzt, welche heute als North American Aerospace Defense Command (NORAD) bekannt ist. Diese von den USA und Kanada geschaffene Einrichtung hat den Zweck, den nordamerikanischen Luftraum effektiv zu überwachen wie auch zu verteidigen. Da die CF-100 „Canuck“ nur eine kurze Startbahn benötigte, sowie eine hohe Steigleistung aufwies, war sie für diesen Einsatzzweck gut geeignet.

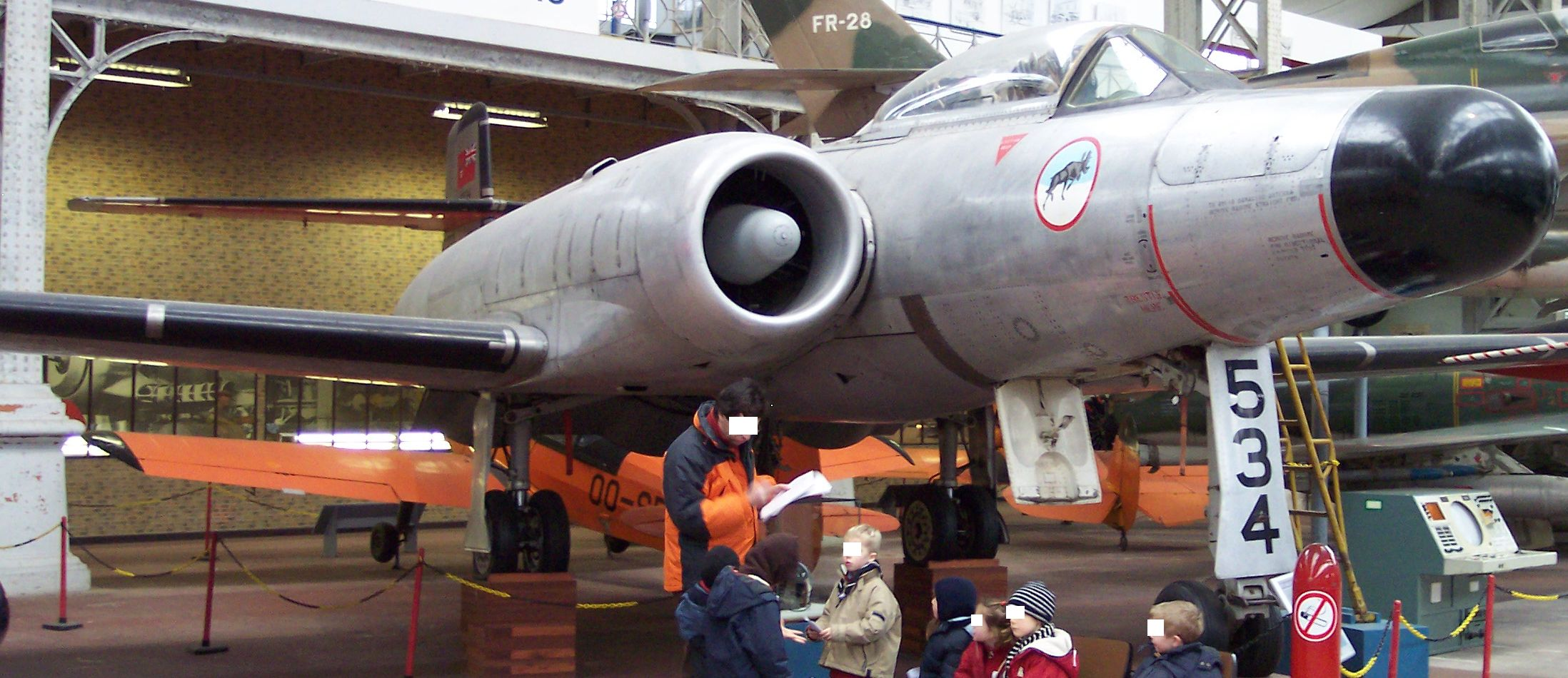
Avro Canada CF-100 „Canuck“

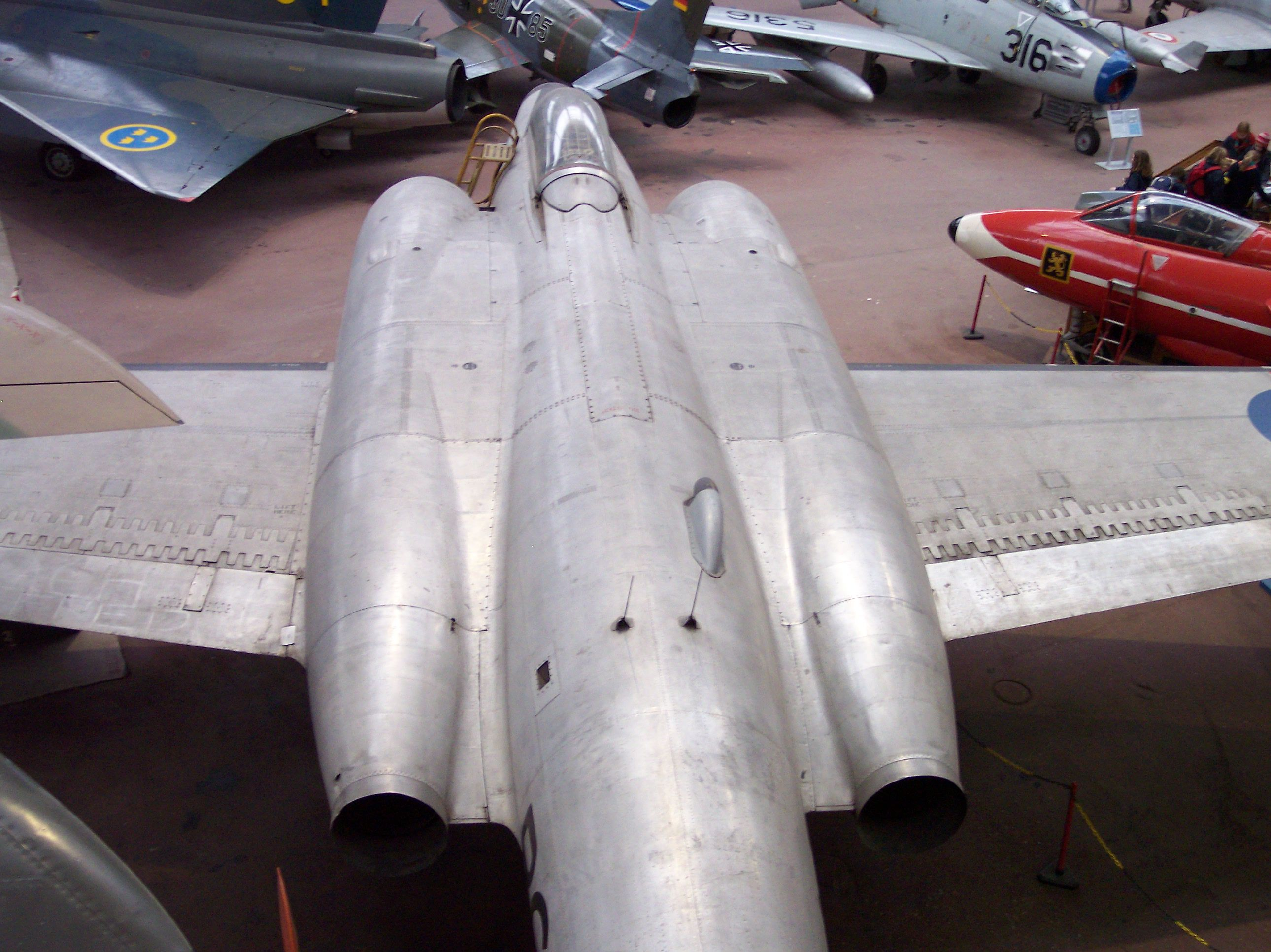
Avro Canada CF-100 „Canuck“ – gut zu sehen die ungewöhnliche Auslegung mit neben dem Rumpf liegenden Triebwerken

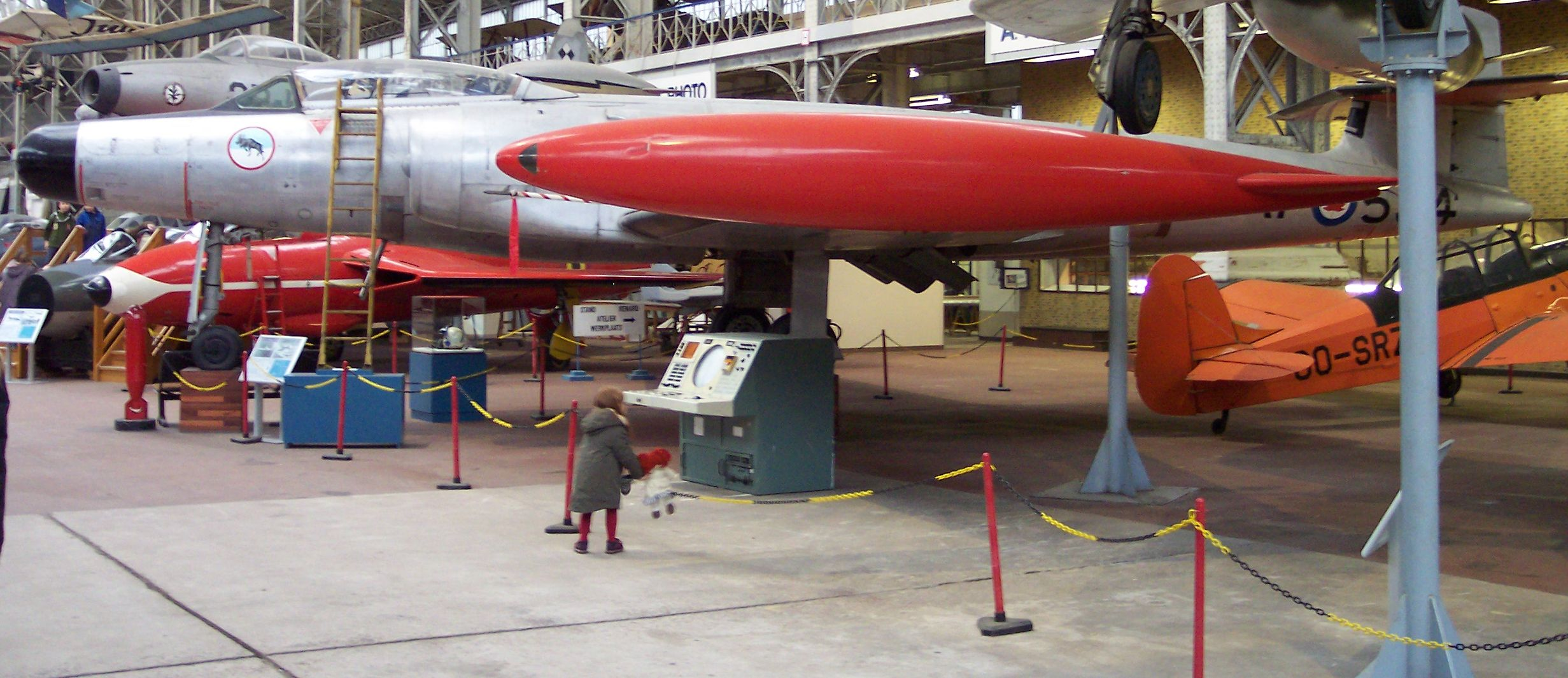
Avro Canada CF-100 „Canuck“

Obwohl das Flugwerk der CF-100 „Canuck“ ursprünglich für eine Flugdauer von lediglich 2.000 Stunden konstruiert war, stellte man fest, dass sie über 20.000 Stunden genutzt werden konnte. Aufgrund der längeren Lebensdauer wurde sie, wenngleich bald in ihrer ursprünglichen Verwendung als Abfangjäger von der McDonnell CF-101 „Voodoo“ abgelöst, weiterhin als Aufklärer sowie Schulflugzeug genutzt. Die RCAF musterte die letzten CF-100 „Canuck“ schließlich im Oktober 1981 aus.

## Nutzer
Belgien
- Belgische Luftkomponente (53 Mk5 von 1957 bis 1964)

 Kanada
- Royal Canadian Air Force

## Technische Daten
| Kenngröße             | Daten                                     | Daten (CF-100 Mk 5)                       |
| --------------------- | ----------------------------------------- | ----------------------------------------- |
| Besatzung             | 2 (Pilot + Navigator)                     | 2 (Pilot + Navigator)                     |
| Länge                 | 16,51 m                                   | 16,51 m                                   |
| Spannweite            | 17,4 m                                    | 18,54 m                                   |
| Höhe                  | 4,42 m                                    | 4,42 m                                    |
| Flügelfläche          |                                           | 54,90 m²                                  |
| Flügelstreckung       |                                           | 6,3                                       |
| Leermasse             | 10.478 kg                                 | 10.480 kg                                 |
| Startmasse            | 15.137 kg                                 | norm. 15.175 kg max. 16.540 kg            |
| Höchstgeschwindigkeit | 891 km/h                                  | 1005 km/h in Bodennähe                    |
| Marschgeschwindigkeit | 760 km/h                                  | 720 km/h in 10.975 m Höhe                 |
| Steigzeit             |                                           | 8 min auf 12.190 m Höhe                   |
| Steigleistung         | 2.666 m/min                               |                                           |
| Dienstgipfelhöhe      | 13.715 m                                  | 15.150 m                                  |
| max. Reichweite       |                                           | 3.725 km mit Zusatztanks                  |
| Einsatzradius         |                                           | 1.125 km                                  |
| Triebwerke            | 2 × Avro Canada Orenda Mk 11, je 32,26 kN | 2 × Avro Canada Orenda Mk 11, je 32,26 kN |